# Кабо, Геннадий Яковлевич
Геннадий Яковлевич Кабо (белор. Кабо Генадзь Якаўлевіч; 5 июня 1939 года в Воронеже, Россия — 31 мая 2022) — белорусский химик, крупный специалист в области химической термодинамики органических веществ, доктор химических наук, профессор, лауреат премии им. А. Н. Севченко (1996).

## Биография
Геннадий Яковлевич родился 5 июня 1939 года в Воронеже, в семье технологов авиационного завода Якова Исааковича Кабо (1910—1959) и Фаины Григорьевны Долгалевой (1915—1992). Учился в школе № 84  Куйбышева до 1956 года. С отличием окончил Куйбышевский политехнический институт в 1962 году по специальности «Технология основного органического синтеза». Сразу же после окончания института поступил в аспирантуру. В 1965 году защитил кандидатскую диссертацию под руководством профессора Д. Н. Андреевского, а в 1967 году вместе со своим научным руководителем профессором Д. Н. Андреевским был приглашен академиком А. Н. Севченко для организации новой кафедры на химическом факультете БГУ — нефтехимии. На этой кафедре Геннадий Яковлевич читал базовый курс лекций «Химия и технология нефтехимического синтеза», а так же организовал большой учебно-исследовательский практикум.
По результатам научных работ на кафедре нефтехимии в 1974 году Кабо Г. Я. защитил докторскую диссертацию «Исследование равновесии реакции и некоторые закономерности в термодинамических свойствах галогеналканов, алканов, алкенов». После закрытия кафедры нефтехимии (1973) Геннадий Яковлевич работал на кафедре радиационной химии и профессором кафедры физической химии. С 1990 по 2008 год был заведующим лабораторией термодинамики органических веществ НИИ физико-химических проблем БГУ. С 1969 по 2014 год под научным руководством Г. Я. Кабо защитились 22 кандидата наук, а при его консультировании  — 5 докторов наук.

## Область научных интересов
Область научных интересов Геннадия Яковлевича Кабо очень широка. Прежде всего это экспериментальное исследование термодинамических свойств органических веществ, разработка аддитивных и корреляционных методов расчета физико-химических свойств, термодинамика фазовых переходов веществ с динамическими структурами, энергетические состояния молекул в пластических кристаллах,термодинамические свойства ионных жидкостей, термодинамическое обоснование энерго- и ресурсосберегающих технологий, обоснование оригинальных методов расчета химических эксергий органических веществ, смесей и материалов.
Результаты научно-исследовательских разработок с участием Геннадия Яковлевича использованы для совершенствования технологии производства капролактама и обоснования рациональной переработки биомассы сельскохозяйственных культур для производства возобновляемых энергоресурсов. Итогом его многолетней работы является публикации более 250 работ, в том числе 4 монографии (2 изданы за рубежом). В настоящее время он является одним из наиболее цитируемых ученых Беларуси в области химии. Так, согласно базе данных Академия Google на октябрь 2017, индекс Хирша публикаций с его участием составляет 26, а общее количество ссылок на отмеченные в этой базе публикации Кабо Г. Я. превышает 3000.

## Международное сотрудничество
1. Член консультативного Совета The Journal of Chemical Thermodynamics (1995—2001);
2. Руководитель группы БГУ проекта ИНТАС-Беларусь «Исследование зависимости между структурой и физико-химическими свойствами новых экологически чистых растворителей — ионных жидкостей» (№ 03-50-5526, 2005—2007 гг), выполняемого совместно с Университетом Ростока (Германия), Университетом Блеза Паскаля (Клермон-Ферран, Франция) и ИНЭОС РАН (Россия);
3. Руководитель группы БГУ проекта ИЮПАК «Термодинамика ионных жидкостей, смесей ионных жидкостей и разработка стандартизованных систем» (№ 2002-005-1-100, 2006 г.);
4. Эксперт таблиц термодинамических свойств органических веществ Термодинамического центра (TRC) Национального института стандартов и технологии (NIST) USA (1996—2008 гг)
5. Рецензирование статей The Journal of Chemical Thermodynamics, Thermochimica Acta, Journal of Physical Chemistry, Journal of Chemical and Engineering Data и др. 1990—2012 гг (Сертификат признательности за рецензирование статей журналов Американского химического общества ACS 2011г)

## Награды и премии
1. «Соросовский профессор» 1995 г. (Международная Соросовская программа науки и образования в области точных наук).
2. Премия им. А. Н. Севченко (31 октября 1996 г.) за цикл работ «Исследование термодинамических свойств органических веществ»
3. Почетная медаль Ассоциации им. М. С. Цвета за заслуги в развитии хроматографии (19 декабря 2003 г, удостоверение № 45)

### Монографии
1. Кабо Г. Я., Роганов Г. Н., Френкель М. Л. Термодинамика и равновесия изомеров. Мн.: 1986.
2. Kabo G. Ya., Roganov G. N., Frenkel M. L. Thermochemistry and Equilibria of Organic Compounds. New York, 1993.
3. Френкель М. Л., Кабо Г. Я., Роганов Г. Н., Термодинамические характеристики реакций изомеризации. Мн., 1988.
4. Frenkel M. L., Kabo G. J., Marsh K. N., Wilhoit R. C. Thermodynamics of Organic Compounds in the Gas State / TRC Texas USA, 1994. Vols. I and II.

### Обзоры и главы коллективных монографий
1.      Дикий В.В., Кабо Г.Я. Термодинамические свойства фуллеренов С60 и С70. Успехи химии. 2000, т. 69, № 2. с.107
2.      J. Magee, G. Kabo, M. Frenkel. Physical Property Measurements and Comprehensive Data Retrieval System for Ionic Liquids // In. Ionic Liquids III A: Fundamentals, Progress, Challenges and Opportunities, American Chem. Soc., Washington DC, 2005, Ch. 12, p. 160-174.
3.      Kabo G., Paulechka E., Frenkel M. Heat Capacities and Phase Transitions for the Dynamic Chemical Systems: Conformers, Tautomers, Plastic Crystals, and Ionic Liquids. // In: T. Letcher, E. Wilhelm (Eds.). Heat Capacities of Liquids and Vapours. – RSC, 2010. – P. 390-420.
4.      Kabo G.J., Karpushenkava L.S., Paulechka Y.U. Thermodynamic Properties of Fullerene Hydrides C60H2n and Equilibria of Their Reactions // In: F. Cataldo, S. Iglesias-Groth (Eds.). Carbon Materials: Chemistry and Physics. Vol. 2. Fulleranes. The Hydrogenated Fullerenes. - Springer, 2010. - P. 55-83.